# Николаевка (Коломакский район)
Николаевка (укр. Миколаївка), село, 
Шляховский сельский совет,
Коломакский район,
Харьковская область.
Код КОАТУУ — 6323281209. Население по переписи 2001 года составляет 28 (11/17 м/ж) человек.

## Географическое положение
Село Николаевка находится у истоков реки Шляховая на которой сделано несколько запруд. Ниже по течению на расстоянии в 1 км расположено село Шляховое. К селу примыкает небольшой лесной массив.

## История
- 1772 — дата первого упоминания[1].

## Экономика
- Молочно-товарная ферма.